# اری (کلرادو)
اری (به انگلیسی: Erie) شهری در ایالت کلرادو کشور ایالات متحده آمریکا است که جمعیت آن در سرشماری سال ۲۰۱۰ میلادی، ۱۸٬۱۳۵ نفر بوده‌است.